# Commelinaceae
Commelinaceae is een botanische naam, voor een familie van eenzaadlobbige planten. Een familie onder deze naam wordt algemeen erkend door systemen van plantensystematiek, en ook door het APG-systeem (1998) en het APG II-systeem (2003).
Het gaat om een middelgrote familie van meerdere honderden soorten.
Bekende vertegenwoordigers van de familie zijn de eendagsbloem (Tradescantia virginiana) en Tradescantia spathacea.
Ook in het Cronquist-systeem (1981) is de plaatsing in de orde Commelinales, die daar dan wel een andere samenstelling heeft.